# Leck mich im Arsch
Leck mich im Arsch («Поцелуй меня в зад», букв. «Лизни меня в зад», также Laßt froh uns sein — «Давайте будем счастливы») — канон для 6 голосов си-бемоль мажор K.231/382c, один из шести канонов, написанных Моцартом в 1782 году в Вене. Предназначался для исполнения на шесть голосов с товарищами на дружеских вечеринках, опубликован после смерти Моцарта его вдовой. Издатели Брайткопф и Хартель, которым вдова Моцарта передала рукописи канонов в 1799 г. опубликовали канон под смягченным названием Laßt froh uns sein («Возрадуемся!»).
Первая строка текста канона, Leck mich im Arsch — «Лизни меня в зад» — вульгаризм, впервые появившийся в немецкой литературе в драме И. В. Гёте «Гёц фон Берлихинген» 1773 года и известный как «цитата Гёца» или «швабское приветствие». Эту фразу в драме имперский рыцарь Гёц фон Берлихинген просит посланника передать императору. Туалетный юмор Моцарта объясняется несколькими версиями.

## Слова
Leck mich im Arsch!
(Lasst froh uns sein!)
Murren ist vergebens!
Knurren, Brummen ist vergebens,
ist das wahre Kreuz des Lebens.
Drum lasst uns froh und fröhlich sein!
Вольный перевод:
Лизни меня в задницу!
(Возрадуемся!)
Не надо ворчать!
Не надо выражать недовольство!
Нужно нести своей жизни крест.
Так давайте будем радостны и счастливы!

## Слова и ноты
- NMA III/10: Kanons, Edition (Dunning, 1974) // mozarteum.at